# ستيف وايت (مؤلف)
ستيف وايت (بالإنجليزية: Steve White)‏ (13 ديسمبر 1948، غلينديل في الولايات المتحدة)؛ روائي أمريكي.